# Френк Бренгвін
Сер Френк Вільям Бренгвін (англ. Sir Frank William Brangwyn; 13 травня 1867, Брюгге, Бельгія — 11 червня 1956) — валійський графік і живописець. У своїй творчості приділяв велику увагу сучасному індустріальному місту та темі праці, відобразив життя народів багатьох країн.

## Життєпис
Френк Бренгвін ходить з родини священика. Батько цікавився малюванням і архітектурними проектами, брав участь у конкурсі з проектування приходської церкви, котрий проводило бельгійське товариство Св. Фоми та Св. Луки. Він отримав перший приз і запрошення на службу у Бельгію. Тому Френк Бренгвін народився не у Британії, а у Бельгії в родині валійського священика.
Хлопець мав художні здібності, але систематичної художньої освіти не мав. Він автодидакт із яскравими здібностями, котрий створив себе сам. Працював дизайнером, графіком і художником-монументалістом. Серед його учнів — художник зі Сполучених Штатів Дин Корнуелл (1892—1960).

## Подорожі
Художник здійснив декілька подорожей, серед котрих відвідини Чорного моря, столиці Туреччини Стамбула, Іспанії, Марокко, Арабського Єгипту, Південної Африки. Це висвітлило його палітру, а деякі картини отримали незвичну чи дратівливу колористичну гаму.
Ще 1895 року на творчість Френка Бренгвіна звернув увагу паризький арт-ділер Зігфрід Бінг, котрий замовляв майстру ескізи на створення вітражів, плакатів, гобеленів, декоративних панно. Ескізи майстра переводили у матеріал майстри фірми Луї Тіффані. Серед творів майстра — дизайн меблів, кераміки, посуду, нових інтер'єрів і навіть архітектурних споруд. За підрахунками 1952 року Френк Бренгвін створив близько 12.000 творів. Бренгвін окрім того, є ілюстратором низки фантастичних книг, зокрема романів Дейвіда Ліндсі та Ідена Філлпотса.

## Шлюби
1896 року Френк Бренгвін узяв шлюб із пані Люсі Рей, але подружжя не мало дітей. Люсі Рей померла 1924 року.
У художника був другий громадянський шлюб із пані Еллен Кейт Честерфілд, котра народила сина.

## Бренгвін-графік
Френк Бренгвін був відомим графіком початку 20 століття. Він звернувся до створення офортів, але сміливо і нетипово. Так, він працював на великих цинкових стулках замість мідних, започаткувавши монументалізм навіть у офортах, що десятиліттями виготовлялись альбомного формату і розробляли побутові чи інтимні теми.
1906 року він створив черговий офорт великого розміру, подавши венеціанську церкву Санта Марія делла Салюте через щогли вітрильника. Офорт визнали найкращим на виставці у місті Мілан 1906 року і присудили золоту медаль.
У творчому доробку Френка Бренгвіна понад 500 гравюр, 280 літографій, близько 400 дереворитів.

## Вибрані твори
- «Шторм на морі», олійний живопис, 1889
- «Милосердя», олійний живопис, 1890, Ермітаж, Санкт-Петербург[11]
- «Аварія на морі», літографія
- «Бурлаки», офорт, 1906
- «Санта Марія делла Салюта», офорт, 1906
- Шістнадцять декоративних панно, Бренгвін Холл, Свансеа, Уельс.